# Vladimir Chelomei
Vladimir Nikolayevich Chelomei (em russo:  Влади́мир Никола́евич Челоме́й; em ucraniano:  Володимир Миколайович Челомей; Siedlce, 30 de junho de 1914 — Moscou, 8 de dezembro de 1984) foi um engenheiro mecânico e aerospacial da União Soviética. Inventou o primeiro motor a jato de pulso soviético e foi responsável pelo desenvolvimento dos primeiros mísseis de cruzeiro antinavio do mundo e complexos mísseis balísticos intercontinentais (ICBM), como o UR-100, o UR-200, o UR-500 e o UR-700.

## Início da vida
Chelomei nasceu em Siedlce, Lublin, Império Russo (atual Polónia) em uma família de origem cossaco ucraniana. Com três meses de idade, sua família fugiu para Poltava, quando as batalhas da Primeira Guerra Mundial aproximaram-se de Siedlce. Quando Vladimir tinha doze anos a família mudou-se novamente para Kiev.
Em 1932 Chelomei foi admitido no Instituto Politécnico de Kiev (mais tarde a base de Instituto do Aviação de Kiev), onde mostrou-se um aluno com talento excepcional. Em 1936 seu primeiro livro Análise de Vetor foi publicado. Estudando no instituto, Chelomei também assistiu palestras sobre análise matemática, teoria das equações diferenciais, física matemática, teoria da elasticidade e mecânica na Universidade de Kiev. Também assistiu a palestras de Tullio Levi-Civita na Academia Ucraniana de Ciências SSR. Neste momento Chelomei tornou-se interessado na mecânica e na teoria de oscilações e manteve-se interessado pelo resto de sua vida. Em 1937 Chelomei graduou-se no instituto com honras. Depois disso, ele trabalhou lá como professor, defendendo uma dissertação para Candidato de Ciências (em 1939).

## Segunda Guerra Mundial
Desde o início da Grande Guerra Patriótica, Chelomei trabalhou no Instituto Central de Aviação, Construção de Motor Baranov (TsIAM) em Moscovo, onde criou o primeiro motor a jato de ar pulsante soviético em 1942, independentemente dos desenvolvimentos contemporâneos semelhantes na Alemanha Nazista.
No verão de 1944 tornou-se conhecido que a Alemanha nazista usou V-1 mísseis de cruzeiro contra sul da Inglaterra. Em 9 de outubro de 1944, na sequência de uma decisão do Comitê de Defesa do Estado da URSS e Comissário do Povo para a Indústria da Aviação Alexey Shakhurin, Chelomei foi nomeado Diretor e Projetista Chefe de Planta N51 (seu diretor anterior Nikolay Polikarpov tendo morrido pouco tempo antes). Chelomei projetou, construiu e testou o primeiro  míssil de cruzeiro soviético o mais rapidamente possível. Já em dezembro de 1944 o míssil, codinome 10X, foi disparado das aeronaves Petlyakov Pe-8 e Tupolev Tu-2.

## OKB-52 e a Carreira Acadêmica
Após o seu sucesso com o 10X, a URSS Especial Design Bureau, para projetar aviões sem piloto (OKB-52) foi criada sob a liderança de Chelomei. Em 1955, Chelomei foi nomeado o Projetista Chefe do OKB-52, onde continuou a trabalhar em mísseis de cruzeiro.
Chelomei continuou sua pesquisa científica, ganhando um doutorado em ciência de Universidade Técnica Estatal Bauman de Moscou. Depois de sua defesa de tese em 1951, tornou-se professor na Escola em 1952.
Em 1958, OKB-52 apresentar uma proposta de míssil balístico intercontinental com multi-estágios.
Embora a sua concepção foguete UR-200 ter sido rejeitada em favor de R-36 de Mikhail Yangel (designação OTAN SS-9 Scarp), a sua concepção UR-100 foi aceita.
OKB de Chelomei fazia parte da Construção Geral de Máquinas Ministério liderado por Sergey Afanasyev.
Está sepultado no Cemitério Novodevichy.

## Honras
- Herói do trabalho socialista (1959, 1963);
- Prémio estatal da URSS (1967, 1974, 1982);
- Prêmio Lenin (1959);
- Quatro Ordens de Lenin;
- Ordem da Revolução de Outubro;